# 奇莱河

奇莱河（Kelai River）位于婆罗洲印尼部分。为伯劳河的一个支流。